# ハーバート・ブラウン・モー
ハーバート・ブラウン・モー（Herbert Brown Maw, 1893年3月11日 - 1990年11月17日）は、アメリカ合衆国の政治家。民主党に所属し、1941年から1949年まで第8代ユタ州知事を務めた。モルモン教の敬虔な信者であり、州知事を退いた後は伝道部会長を務めた。

## 生い立ち
モーはユタ州オグデンにおいて誕生した。モーは7歳のときに家族とソルトレイクシティへ移り住んだ。モーはLDS高校で青年期を過ごした。

## 教育
モーはユタ大学で法学士号および理学士号を取得し、続いてノースウェスタン大学で1926年に修士号を、1927年に法務博士号を取得した。

## 軍事
第一次世界大戦中、モーは航空部隊に所属し、テキサス州のケリー空軍基地においてパイロットとして訓練を受けた。
モーは実戦配備に先立って中尉の地位を与えられ、モルモン教の従軍牧師として働いた。モーはその後、カンザス州のキャンプ・ファンストンで第89師団に配属された。モーはヨーロッパに派遣され、ドイツ占領軍として終戦まで過ごした。第一次世界大戦中、アメリカ軍にはモルモン教の従軍牧師が3人のみ所属し、モーはそのうちの1人であった。

## 教職
モーは1916年から1917年まで、および1919年から1923年まで、LDSビジネスカレッジで教職に就いた。モーは1927年から1940年までユタ大学の音声学教授を務めた。モーは1928年から1936年までユタ大学の男子学生部長を務めた。モーはユタ大学の発展および将来設計に影響を与えた。

## 政治
モーは1928年にユタ州上院議員に選出され、1938年まで務めた。モーは1934年から1938年までユタ州上院議長を務めた。モーは民主党において、1934年に連邦上院議員候補、1936年にユタ州知事候補に挙げられたが、ともに指名獲得を失敗した。敗北の一因に、労働者の救済対策を強く支持したことが挙げられる。1940年、モーは民主党のユタ州知事候補に挙げられ、指名を獲得した。直接予備選挙を強く要求し、実施を勝ち取ったことが大きな勝因であった。
モーは1940年のユタ州知事選挙で共和党候補ドン・バイロン・コルトンを下し、勝利を収めた。モーは州知事として、公共料金の値下げや、州内での鉱石抽出の規制を断行した。
1944年、モーは共和党のジョセフ・ブラッケン・リーを僅差で破り、再選を果たした。この選挙は、ユタ州史上最大級の接戦であった。1948年、モーはリーと再戦し、3選を逃した。この選挙においてモーは、ユタ州における飲酒の自由化に首尾一貫して反対した。

## 信仰
モーはモルモン教会において多くの要職に就いた。モーはソルトレイクシティとシカゴで日曜学校の教師を務めた。またモーは青少年組織YMMIAの教師および同組織の支部会長および地方部長も務めた。モーは1928年から1929年までリバティ地方部の日曜学校の校長を務め、また同時期に同地方部の顧問も務めた。モーは1928年から1935年まで青少年組織YMMIAの総合委員を務めた。1935年12月、モーはデザレット日曜学校連盟の総合委員に就任した。

## 家族
モーは1922年6月22日に、フローレンス・ビューラー (Florence Buehler) と結婚した。夫妻は5人の子供をもうけた。